# پپه لوسادا
خوزه آگوستو لوسادا بنیتز (به انگلیسی: José Agusto Losada Benitez؛ زادهٔ ۵ ژانویه ۱۹۷۶) که با نام پپه لوسادا شناخته می‌شود، مربی بدنسازی فوتبال اهل اسپانیا است. او از دانشگاه اروپایی مادرید در رشته تناسب اندام و توانبخشی ورزشی فارغ التحصیل شد. او دارای گواهینامه "پیشرفته" کمک مربی یوفا است.و او اکنون در باشگاه بزرگ پرسپولیس کار میکند.

## دوران مربی‌گری

### پرسپولیس
وی در ۱۸ ژوئن ۲۰۲۲ با عقد قراردادی به عنوان مربی بدنساز باشگاه پرسپولیس برای فصل ۰۲–۱۴۰۱ به کادرفنی این تیم اضافه گردید.